# Myotis emarginatus
Il vespertilio smarginato (Myotis emarginatus  E.Geoffroy, 1806) è un pipistrello della famiglia dei Vespertilionidi diffuso nell'Ecozona paleartica.

## Descrizione

### Dimensioni
Pipistrello di piccole dimensioni, con la lunghezza della testa e del corpo tra 41 e 53 mm, la lunghezza dell'avambraccio tra 36 e 42 mm, la lunghezza della coda tra 38 e 46 mm, la lunghezza delle orecchie tra 14 e 17 mm, un'apertura alare fino a 25 cm e un peso fino a 15 g.

### Aspetto
La pelliccia è corta, densa e lanosa. Le parti dorsali variano dal bruno-grigiastro al bruno-rossastro brillante con la base dei peli grigia e la parte centrale giallastra, mentre le parti ventrali sono grigio-giallastre o rossastre chiare con la base dei peli grigio scuro. Il muso è bruno-rossastro e ricoperto di peli. Le orecchie sono bruno-grigiastre, relativamente lunghe ed hanno un vistoso incavo a circa due terzi del margine esterno. Il trago è lungo più della metà del padiglione auricolare, lanceolato e con l'estremità smussata. Le membrane alari sono bruno-grigiastre e attaccate posteriormente alla base dell'alluce. I piedi sono piccoli. La punta della lunga coda si estende leggermente oltre l'ampio uropatagio, il cui margine libero è cosparso di soffici peli. Il calcar è lungo e dritto. Il cariotipo è 2n=44 FNa=52.

### Ecolocazione
Emette ultrasuoni ad alto ciclo di lavoro sotto forma di impulsi di breve durata a frequenza modulata iniziale di 110 kHz, finale di 39 kHz e massima energia a 65 kHz.

## Biologia

### Comportamento
In estate si rifugia negli edifici, nelle bat-boxes, nelle fessure dei muri e nelle cavità degli alberi nella parte più settentrionale del suo areale mentre preferisce le grotte in quella più meridionale, in inverno entra in ibernazione da ottobre a marzo o aprile, talvolta fino a maggio in cavità sotterranee naturali o artificiali con temperature di 5-9 °C. Forma vivai a partire da aprile ognuno con 20-1.000 femmine, mentre in questo periodo i maschi vivono solitariamente. Il volo è lento ed altamente manovrato, può rimanere sospeso in aria. È una specie sedentaria con spostamenti massimi di 160 km. L'attività predatoria inizia circa 40-45 minuti dopo il tramonto e viene svolta a breve distanza dai ricoveri e quasi sempre isolatamente.

### Alimentazione
Si nutre di insetti, particolarmente ditteri e lepidotteri, raccolti sui rami, nella vegetazione, sui muri o al suolo.

### Riproduzione
Danno alla luce un piccolo alla volta da metà giugno agli inizi di luglio dopo una gestazione di 50-60 giorni. I nascituri sono in grado di volare dopo un mese e vengono svezzati dopo 6-7 settimane. Gli accoppiamenti avvengono dall'autunno alla primavera successiva. Raggiungono la maturità sessuale dopo due anni di età. L'aspettativa di vita massima è di 18 anni.

## Distribuzione e habitat
Questa specie è diffusa nell'Ecozona paleartica dall'Europa occidentale e meridionale, Africa nord-occidentale, attraverso il Caucaso e il vicino oriente fino alla Penisola arabica e l'Afghanistan nord-orientale. In Italia è presente nelle regioni alpine e quelle centrali, in Calabria, Basilicata, Puglia e Sardegna.
Vive nei boschi in zone carsiche, in ambienti urbani, parchi, giardini fino a 1.800 metri di altitudine.

## Tassonomia
Sono state riconosciute 3 sottospecie:
- M.e.emarginatus: Marocco, Algeria e Tunisia settentrionali, Portogallo, Spagna, Francia, Corsica, Belgio, Paesi Bassi meridionali, Lussemburgo, Svizzera, Italia nord-occidentale, centrale e meridionale, Sardegna, Austria; Germania e Polonia meridionali, Repubblica Ceca, Slovacchia, Ungheria, Slovenia, Bosnia ed Erzegovina, Croazia, Montenegro, Macedonia, Serbia, Albania, Grecia, isola di Creta, Bulgaria, Romania, Ucraina occidentale e Crimea, Turchia europea, Anatolia occidentale e meridionale, Armenia, Azerbaigian, Georgia, Cipro, Russia sud-occidentale, Israele settentrionale, Giordania occidentale, Libano, Siria occidentale, Arabia Saudita centrale, Yemen occidentale;
- M.e.desertorum (Dobson, 1875): Iran sud-orientale, Oman nord-orientale, probabilmente anche Pakistan sud-occidentale e Afghanistan meridionale;
- M.e.turcomanicus (Bobrinskii, 1925): Iraq settentrionale[4], Iran centrale, Kazakistan meridionale, Kirghizistan sud-occidentale, Tagikistan, Turkmenistan, Afghanistan nord-orientale, Uzbekistan orientale.

## Conservazione
La IUCN Red List, considerato il vasto areale e la popolazione stabile o in espansione almeno nell'Europa centrale, classifica M.emarginatus come specie a rischio minimo (Least Concern)).